# Вагин, Владимир Геннадьевич
Владимир Геннадьевич Вагин (27 сентября 1945, Чита — 15 июля 2016, Уфа) — советский и российский спортсмен и тренер; Мастер спорта СССР международного класса (1971), Заслуженный тренер России (2004), Заслуженный работник физической культуры Республики Башкортостан (2004).

## Биография
Родился 27 сентября 1945 года в Чите.
Занимался тяжёлой атлетикой, в 1968—1970 годах выступал за ДСО «Локомотив», в 1971—1975 годах — за ДСО «Спартак»; тренировался у Б. М. Мосиевича. Становился чемпионом РСФСР в троеборье (1972), а также серебряным призёром в двоеборье (1973—1974) и бронзовым в троеборье (1970); серебряный призёр Спартакиады народов РСФСР 1971 года в рывке.
С 1968 года Владимир Вагин работал тренером в спортивных обществах «Локомотив» и «Спартак» (с 1971 года). С 1980 года — в республиканской СДЮШОР по тяжёлой атлетике, с 1990 года — в Школе высшего спортивного мастерства Республики Башкортостан, с 1993 года — в СДЮСШОР № 15. Среди его воспитанников — мастера спорта и мастера спорта международного класса СССР и России — Р. С. Мавлютова, Э. А. Тюкин, Э. Р. Файзуллина, А. М. Саяхов и другие.
В 1994 году окончил Челябинский институт физической культуры (ныне Уральский государственный университет физической культуры). В 2006 году был награждён медалью ордена «За заслуги перед Отечеством» 2‑й степени.
Умер 15 июля 2016 года. Похоронен на Южном кладбище Уфы.